# Glaucina escaria
Glaucina escaria là một loài bướm đêm trong họ Geometridae.